# Милх суђење
Милх суђење, званично Сједињене Америчке Државе против Ерхарда Милха (енгл. The United States of America vs. Erhard Milch, 2. јануар 1947 — 17. април 1947) било је суђење Ерхарду Милху, фелдмаршалу Луфтвафеа, коме су на терет стављени ратни злочини вршени злостављањем и приморавањем на принудни рад ратних заробљеника и цивила, ратни злочини спорвођењем експеримената везаних за смрзавање и велике висине, као и злочини против човечности.
Поступак је водио Војни трибунал II - судије Роберт Томс, Фицрој Филипс и Мајкл Мусмано, Џон Спејт, као замена.
Милх је ослобођен одговорности за експерименте, а осуђен за ратне злочине и злочине против човечности и то на доживотну робију. Пуштен је из затвора 1954. године.